# Коган Юхим Якович
Юхим Якович Коган (рос. Коган Ефим Яковлевич; нар. 8 листопада 1940, Полтава, УРСР — пом. 28 листопада 2019, Самара, Російська Федерація) — радянський та російський учений єврейського походження, державний діяч, доктор фізико-математичних наук (1985), професор (1987), член Нью-Йоркської академії наук, перший міністр освіти та науки Самарської області.
Автор понад 100 наукових праць, опублікованих у російських та інших виданнях.

## Біографія
Народився 8 листопада 1940 року в місті Полтаві (нині — Україна) в єврейській родині.
У 1962 році закінчив Полтавський інженерно-будівельний інститут (нині Полтавський національний технічний університет імені Ю. Кондратюка і за розподілом працював інженером Карагандинського відділення «Казпромстройпроект», потім — інженером тресту «Південенергобуд». Закінчивши в 1967 році аспірантуру Новосибірського державного університету, працював інженером, старшим інженером, молодшим науковим співробітником проблемної лабораторії фізичної електроніки радіофізичного факультету, а також старшим науковим співробітником Науково-дослідного сектору Київського державного університету (нині Київський національний університет імені Тараса Шевченка).
Свою трудову діяльність у Куйбишевській області (нині Самарська область) Юхим Якович розпочав у 1981 році завідувачем кафедри загальної фізики Куйбишевського державного педагогічного інституту (нині Самарський державний соціально-педагогічний університет). У 1985 році захистив докторську дисертацію на тему «Питання кінетики та релаксаційної динаміки частково іонізованої плазми». У 1987 році йому було присвоєно вчене звання професора.
Із 1992 по 2005 роки очолював систему освіти Самарської області: спочатку на посаді начальника Головного управління освіти Адміністрації Самарської області, потім — міністра освіти та науки Самарської області. У 2001 році Ю. Я. Коган як член робочої групи Державної ради РФ брав участь у розробці урядової «Концепції модернізації російської освіти до 2010 року».
Пішовши з державної служби, продовжив науково-педагогічну діяльність: був науковим керівником Приволзької філії федеральної державної автономної установи «Федеральний інститут розвитку освіти [Архівовано 12 Серпня 2021 у Wayback Machine.]», а також експертом Національного фонду підготовки кадрів. Потім до кінця життя працював професором на кафедрі фізики Самарського університету (Самарський національний дослідницький університет імені академіка С. П. Корольова). У 2018 році виступав в якості доповідача на міжнародній конференції EC2018 в Азербайджанській дипломатичній академії.
Помер 28 листопада 2019 року в Самарі.Громадянська панахида пройшла 30 листопада в Самарському Будинку вчених.

## Заслуги
- У 1995 році нагороджений знаком «Відмінник народної освіти».
- У 1999 році визнаний переможцем у номінації «Людина року в освіті Росії».
- У 2002 році удостоєний ордена Дружби, у червні 2003 року нагороджений орденом Французької Республіки «Академічних пальм».
- У 2012 році став лауреатом премії Уряду Російської Федерації в області освіти (входив у групу вчених, авторів колективної праці «Система організації освітніх ресурсів для забезпечення прямих запитів ринку праці в кадровому супроводі нових і швидкозростаючих наукомістких виробництв»).